# Jean-Henri Hottinguer

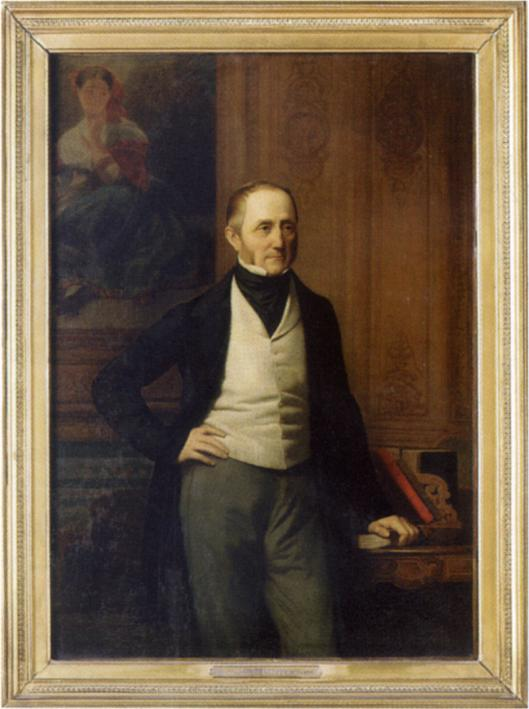
El barón Jean-Henri Hottinguer.

Jean-Henri Hottinguer (París, 25 de enero de 1803 - 1866) fue un noble, empresario y banquero francés, titulado barón de Hottinguer, hijo del banquero suizo Jean-Conrad Hottinguer.

## Biografía
Nació en la ciudad de París el 25 de enero de 1803, siendo hijo primogénito del barón Jean-Conrad, a quien más tarde sucedería. En 1818 dejó París para desarrollar sus conocimientos del mundo de los negocios y para continuar su educación. Su primer destino fue Londres (Inglaterra), donde trabajó para Lloyds y también trabajó en la Bolsa de Valores Inglesa. A la edad de 23 años salió de Londres para ir a América, donde pasó varios años trabajando. Durante este tiempo hizo contactos muy interesantes que le ayudarían en el futuro. Finalmente, regresó a Francia para ayudar a su padre con los negocios familiares.
En 1816 la empresa familiar Hottinger y Cía comenzó a interesarse por los negocios de seguros, hasta establecer la Compagnie Royale d'Assurance, destacando en sus estatutos fundacionales los nombres de algunos prestigiosos empresarios, entre los que se encuentran Jacques Laffitee, gobernador del Banco de Francia, el propio Hottinguer, Benjamín Delessert y otros veinte directores de la "Compagnie Royale de Seguros Marítimos". Posteriormente, la compañía Hottinguer se unió a Delessert para fundar el Caisse d´Espagne, el primer banco de ahorros para pequeños inversionistas.
En 1833 tomó el control de Hottinger y Cía tras jubilarse su padre, y en 1858 contrajo matrimonio con Caroline Delessert, única hija del barón Delessert. Uno de sus mayores logros lo consiguió ese mismo año, cuando tomó el control del Banco Delessert, tras la muerte de su suegro.
En 1852 participó en la creación de la Compagnie Générale des Eaux (fue en un tiempo parte de Vivendi y en la actualidad es conocida como Veolia), la primera red de ferrocarriles francesa. Posteriormente, en 1863 participó junto con otras grandes familias bancarias a crear el Banco Otomano en Estambul, el cual se convirtió luego en el banco de Australia y Nueva Zelandia.
Falleció de causa natural en 1866, y fue sucedido por su hijo, Rodolphe Hottinguer, quien asumió el control de los negocios familiares.
| Predecesor: Baron Jean-Conrad Hottinguer | Baron de Hottinguer 1841-1866 | Sucesor: Baron Rodolphe Hottinguer |